# Rust Never Sleeps
Az 1979-es Rust Never Sleeps Neil Young és a Crazy Horse koncertlemeze, melyet főleg a San Franciscó-i Cow Palace-ben rögzítettek, majd a stúdióban rájátszottak. A közönség hangját amennyire lehetett, eltüntették, de néhány helyen még így is hallatszik. Az album félig akusztikus, félig elektrikus, a nyitó- és záródal a Hey Hey, My My két különböző verziója.
Két nem koncertfelvétel szerepel a lemezen, a Sail Away és a Pocahontas, előbbit a Crazy Horse nélkül rögzítették.
Azonos címen megjelent egy filmváltozat is. 1979-ben a Rolling Stone magazin felmérésén az év albumának választották, míg 2003-ban a Minden idők 500 legjobb albuma listán a 350. helyre került, míg 2020-ban 296. volt. Szerepel továbbá az 1001 lemez, amit hallanod kell, mielőtt meghalsz című könyvben.

## Az album dalai
| 1. | My My, Hey Hey (Out of the Blue) | Neil Young, Jeff Blackburn | 3:45 |
| 2. | Thrasher                         | Neil Young                 | 5:38 |
| 3. | Ride My Llama                    | Neil Young                 | 2:29 |
| 4. | Pocahontas                       | Neil Young                 | 3:22 |
| 5. | Sail Away                        | Neil Young                 | 3:46 |

| 1. | Powderfinger                    | Neil Young | 5:30 |
| 2. | Welfare Mothers                 | Neil Young | 3:48 |
| 3. | Sedan Delivery                  | Neil Young | 4:40 |
| 4. | Hey Hey, My My (Into the Black) | Neil Young | 5:18 |

## Közreműködők
- Neil Young – gitár, szájharmonika, ének
- Frank "Pancho" Sampedro – gitár, vokál (kivéve a Sail Away-t)
- Billy Talbot – basszusgitár, vokál (kivéve a Sail Away-t)
- Ralph Molina – dob, vokál (kivéve a Sail Away-t)
- Nicolette Larson – vokál a Sail Away-en
- Karl T. Himmel – don a Sail Away-en
- Joe Osborn – basszusgitár a Sail Away-en

## Fordítás
- Ez a szócikk részben vagy egészben a Rust Never Sleeps című angol Wikipédia-szócikk ezen változatának fordításán alapul.  Az eredeti cikk szerkesztőit annak laptörténete sorolja fel. Ez a jelzés csupán a megfogalmazás eredetét és a szerzői jogokat jelzi, nem szolgál a cikkben szereplő információk forrásmegjelöléseként.